# Robert Sperati
Robert Sperati (født 27. februar 1872 i Bergen, død 1945) var en norsk skuespiller, kendt fra de første stumfilm. Han var med på Radioteatrets første sending, som Bøygen i Peer Gynt (12.9.1926). Han var søn af operasangeren Octavia Sperati og kapelmester Robert F. Sperati.

## Filmografi
- 1926 – Den nye lensmannen
- 1926 – Den nye lensmannen
- 1918 – Vor tids helte
- 1917 – Unge hjerter
- 1917 – En Vinternat
- 1916 – Paria
- 1912 – Pigen fra Landsbyen
- 1911 – Hemmeligheden
- 1911 – Fattigdommens forbandelse